# Jakob Meinrad Hegner
Jakob Meinrad Hegner (* 8. September 1813 in Lachen; † 7. Dezember 1879 ebenda) war ein Schweizer Politiker. Von 1854 bis 1857 gehörte er dem Nationalrat an.

## Biografie
Der Sohn eines Müllers besuchte die Klosterschule in Rheinau, später die Gymnasien in Luzern und Solothurn. Anschliessend studierte er Recht an den Universitäten Heidelberg und Jena. Nach dem Studium erhielt er eine Weiterbildung bei Johann Baptist Weder in St. Gallen, 1837 eröffnete er eine eigene Anwaltskanzlei in Lachen, wo er auch als Gemeinderat amtierte. 
Während des Sonderbundskriegs im November 1847 war Hegner Quartiermeister der Truppen des Kantons Schwyz. Nach Kriegsende wurde er als Vertreter der Freisinnigen in den Verfassungsrat und den Schwyzer Grossrat gewählt, trat aber nach einem Jahr zurück. Nachdem er ab 1852 Bezirksammann der March gewesen war, sass er von 1854 bis 1858 erneut im Grossrat. Hegner kandidierte mit Erfolg bei den Nationalratswahlen 1854 und hatte dabei fünf Stimmen Vorsprung auf Johann Anton Steinegger, drei Jahre später verpasste er die Wiederwahl deutlich. Von 1862 bis 1870 war er Ersatzrichter des Bundesgerichts.